# Haji Bakr
Samir Abd Muhammad al-Khlifawi, más conocido por el seudónimo Haji Bakr y a veces por su kunya Abu Bakr al-Iraqi, fue un miembro de alto rango del Estado Islámico de Irak y el Levante (ISIS), encabezando su Consejo Militar y dirigiendo sus operaciones en Siria, antes de que los rebeldes sirios lo mataran en enero de 2014. Anteriormente coronel del Servicio de Inteligencia Iraquí, los documentos encontrados después de su muerte indicaban que al-Khlifawi desempeñó un papel clave en la elaboración de los planes que el ISIS usó para conquistar y administrar territorio en Siria e Irak.

## Trayectoria

### Durante el régimen Baazista de Irak
Antes de la Invasión de Irak de 2003 y el derrocamiento de Sadam Huseín, al-Khlifawi había sido un coronel del ejército iraquí que había trabajado en el desarrollo de armas y en los servicios de inteligencia del Cuerpo de Defensa Aérea. Según el periodista iraquí Hisham al-Hashimi, cuyo primo sirvió con Khlifawi, estuvo estacionado durante un tiempo en la base aérea de Habbaniya. La inteligencia iraquí dice que se unió a Al Qaeda en Irak y que participó en la insurgencia iraquí.

### Después de la invasión de Irak de 2003
Arrestado por las fuerzas estadounidenses, al-Khlifawi fue detenido en Camp Bucca, junto con muchos de los hombres que formarían el liderazgo superior del ISIS, incluidos Abu Muslim al Turkmani, Abu Abdulrahman al-Bilawi y el futuro líder y después "califa" Abu Bakr al-Baghdadi.
Poco después de su liberación se convirtió en uno de los líderes del Estado Islámico de Irak (ISI), y dirigió el consejo militar del grupo tras el asesinato de los principales comandantes Abu Omar al-Baghdadi y Abu Ayyub al-Masri por los Estados Unidos en 2010. Al-Khlifawi desempeñó un papel influyente en que Abu Bakr al-Baghdadi se convirtiera en el próximo líder del ISI y, según se informa, organizó una purga interna, que incluyó decenas de asesinatos, con el fin de solidificar el control del grupo por parte de al-Baghdadi.

## Papel en Siria
El entonces Estado Islámico de Irak tomó ventaja del inicio de la Guerra civil en Siria para aumentar el tamaño de su organización. Al-Khlifawi se mudó a una casa en la pequeña ciudad siria de Tal Rifaat, al norte de Alepo, a fines de 2012, junto con su esposa. Fue aquí donde organizó la toma de posesión del territorio por parte del grupo en partes del país utilizando su experiencia como ex oficial de inteligencia. Los documentos escritos por al-Khlifawi, y descubiertos por los rebeldes sirios en su escondite, mostraban que el grupo estaba siguiendo una estrategia para utilizar inicialmente la recopilación de inteligencia, la infiltración de bases de poder locales y alianzas tácticas a corto plazo con agentes de poder locales para establecerse en un área. Esto se ampliaría para incluir secuestros y asesinatos de amenazas potenciales antes de que el grupo tomara el control del territorio y utilizara la red de informantes ya establecida en el área para convertirse en la base de un sistema de gobernanza.
Al-Khlifawi fue asesinado a principios de enero de 2014 en Tal Rifaat durante los enfrentamientos entre el ISIS y los rebeldes sirios a manos de miembros de la Brigada de los Mártires Sirios, que no eran conscientes de su importancia. Antes de su muerte, se había negado a mudarse a un cuartel general del ISIS fuertemente custodiado cerca de su casa debido a su deseo de vivir escondido. Uno de sus vecinos lo traicionó diciendo su ubicación. Poco después, milicianos rivales sirios entraron a la fuerza en su casa y al-Khlifawi luchó contra los atacantes con su rifle AK, pero murió durante el tiroteo que se produjo. Tras la muerte de al-Khlifawi, Abu Abdulrahman al-Bilawi, otro ex oficial militar iraquí, ocupó su lugar en el Consejo Militar de ISIS.